# Mauléon (Pyrénées-Atlantiques)
Pour les articles homonymes, voir Mauléon.
Mauléon est une ancienne commune française du département des Pyrénées-Atlantiques. Le 19 mars 1841, la commune fusionne avec Licharre pour former la nouvelle commune de Mauléon-Licharre.

## Géographie
Mauléon, vieille ville féodale, était bâtie sur la rive droite du gave de Mauléon appelé le Saison, au pied de la colline où se situe le château-fort. La Haute-ville s'est développée à flanc de colline en profitant de la protection du château. Puis la ville neuve s'est étendue dans la vallée autour du gave.
Licharre était située sur la rive gauche, approximativement à l'emplacement actuel de la place des Allées.

## Histoire

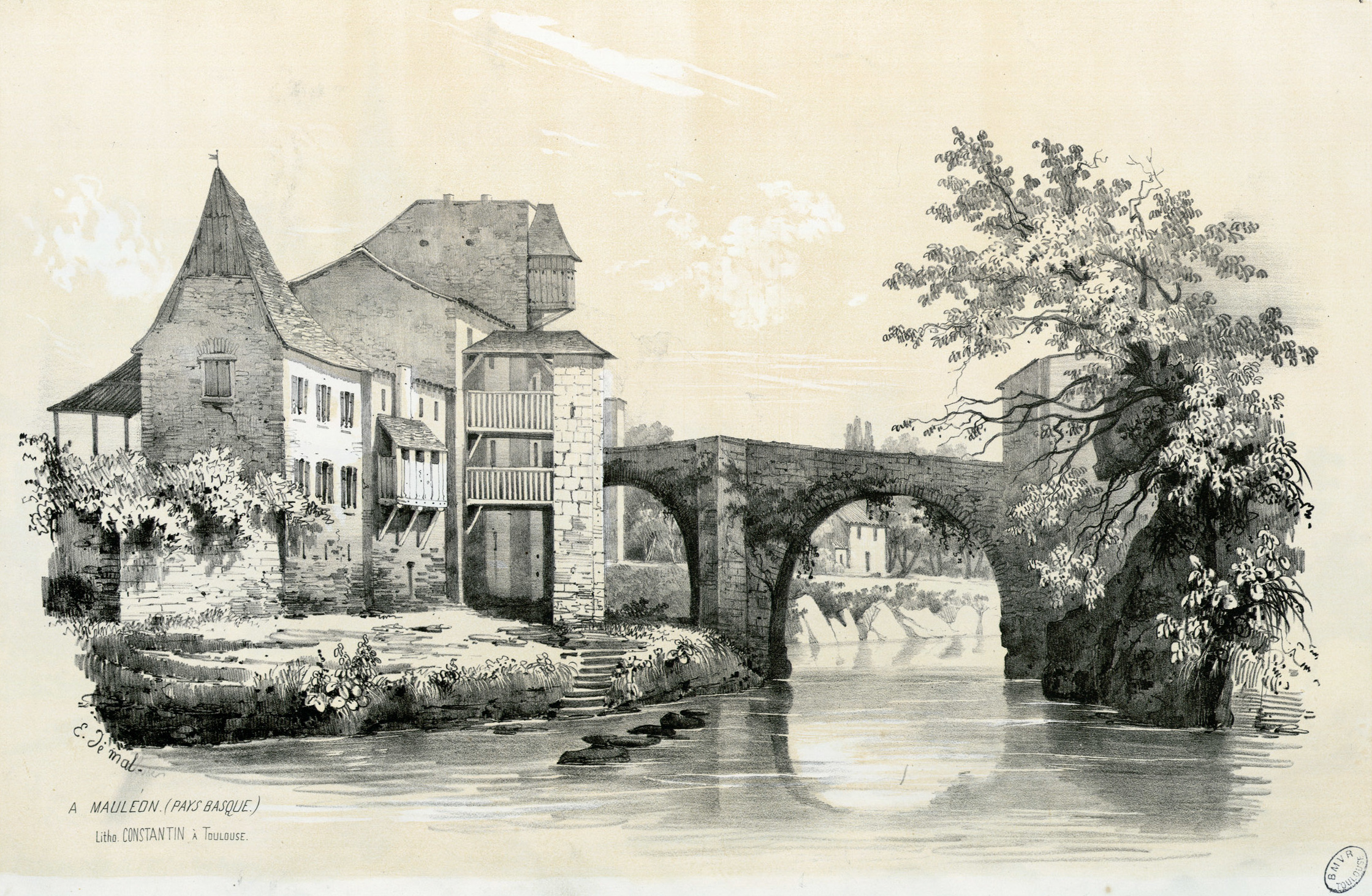
Mauléon en 1843

Jean-Pierre d’Arraing, maire de Mauléon en 1788, est élu député du tiers état aux États généraux de 1789 pour le pays de Soule. Il siège du 20 juin 1789 au 30 septembre 1791 à l’Assemblée constituante.
Jean d'Escuret Laborde, notaire royal à Mauléon, est également élu député du tiers état pour le pays de Soule. Il siège du 22 juin 1789 au 30 septembre 1791 à l’Assemblée constituante de 1789.
Mauléon est la seule commune des Pyrénées-Atlantiques décorée de la croix de guerre 1939-1945 en souvenir du Maquis de la Soule.